# Tomba Touro
Tomba Touro es una localidad caboverdiana del municipio de Santa Catarina.

## Geografía
La localidad está situada en la isla de Santiago.

## Organización territorial
La localidad abarca los lugares y barrios de:
- Chão Coelho
- Chão de Horta
- Chão de Pariba
- Chão de Simbrão
- Cutelo
- Lém da Mora
- Lém Pereira
- Lém Tavares
- Lém Varela
- Portal
- Quintalona